# Nekrolog 2. Quartal 1911
Nekrolog
◄◄
| ◄
| 1907
| 1908
| 1909
| 1910
| 1911 | 1912 | 1913 | 1914 | 1915 | ► | ►►
1. Quartal |
2. Quartal |
3. Quartal |
4. Quartal 1911
Weitere Ereignisse | Allgemeiner Nekrolog 1911
Die Beschreibung der verstorbenen Person sollte so kurz wie möglich gehalten sein und nur deren signifikante Tätigkeit(en) enthalten.
Neue Namen ggf. auch unter dem Geburts- und Sterbedatum, also etwa unter 1. Januar und im Geburts- und Sterbejahr (2024) eintragen (nur bei entsprechender großer Wichtigkeit). Für Beispiele siehe die schon vorhandenen Artikel.
Außerdem über die fünf zuletzt Verstorbenen, zu denen es einen ausreichend guten Artikel für eine Präsentation auf der Hauptseite gibt, nach der todesbedingten Überarbeitung der Artikel ggf. auch unter Wikipedia Diskussion:Hauptseite informieren und sie am besten auch in den anderen Wikipedia-Sprachversionen eintragen. Tipp: Regelmäßig bei news.google.de nach „ist tot“, „gestorben“ oder „verstorben“ suchen.
Wenn eine Person gestorben ist, gibt es viele Seiten zu dieser Person in der Wikipedia, die davon auch betroffen sind und entsprechend aktualisiert werden müssen. Beispiele: Namenübersichtsseite, Geburtsjahr, Geburtsort-Seiten und viele mehr.
Wie finde ich die betroffenen Seiten?
Im Suchfeld auf der linken Seite gibt man den Suchbegriff so ein: „Vorname Nachname“. Dann klickt man auf Volltext und alle Seiten mit entsprechendem Suchtext werden aufgerufen. Hier sieht man dann schnell, wo auch das Todesjahr Sinn macht oder sogar ein Teil des Artikels angepasst werden muss. Auch hilft das „Werkzeug“ auf der linken Seite sehr gut, um solche Seiten aufzufinden: „Links auf diese Seite“. Somit ist die Wikipedia wieder aktuell in allen Bereichen! Hinweis: bei Eintragung der Kategorie „Gestorben JAHR“ wird der Missbrauchsfilter 49 ausgelöst, was jedoch nicht schlimm ist. Siehe: Spezial:Missbrauchsfilter/49
Dies ist eine Liste von im zweiten Quartal 1911 verstorbenen bekannten Persönlichkeiten. Die Einträge erfolgen innerhalb der einzelnen Daten alphabetisch sortiert. Tiere sind im Nekrolog für Tiere zu finden.

## April
| Tag       | Name                                 | Beruf, bekannt als                                                                                         | Alter | Beleg |
| --------- | ------------------------------------ | --- | ----- | ----- |
| 1. April  | Martin Greif                         | deutscher Dichter                                                                                          | 71    |       |
| 1. April  | Jakob Stern                          | deutscher Rabbiner, der sich zum freidenkenden Sozialisten wandelte, Autor                                 | 67    |       |
| 1. April  | Josef Tautenhayn                     | österreichischer Bildhauer und Medailleur                                                                  | 73    |       |
| 1. April  | James Tillman                        | US-amerikanischer Politiker                                                                                | 41    |       |
| 2. April  | Konrad von Loeben                    | preußischer Generalmajor                                                                                   | 59    |       |
| 2. April  | Ignatz Melsheimer                    | deutscher Förster, Weinhändler und Abgeordneter                                                            | 88    |       |
| 2. April  | William George Thompson              | US-amerikanischer Politiker                                                                                | 81    |       |
| 5. April  | Daniil Awraamowitsch Chwolson        | russischer Orientalist und Altertumsforscher                                                               | 91    |       |
| 5. April  | Henry B. Lovering                    | US-amerikanischer Politiker                                                                                | 69    |       |
| 5. April  | Berthold Riehl                       | deutscher Kunsthistoriker                                                                                  | 52    |       |
| 6. April  | George Washington Covington          | US-amerikanischer Politiker                                                                                | 72    |       |
| 6. April  | Christian Muff                       | deutscher Pädagoge                                                                                         | 69    |       |
| 7. April  | Thomas Ryburn Buchanan               | schottischer Politiker                                                                                     | 65    |       |
| 7. April  | Leon Gustav Wilhelm von Buchholtz    | deutsch-baltischer Gutsbesitzer und Politiker                                                              | 72    |       |
| 7. April  | Isaac de Camondo                     | Unternehmer, Musiker, Kunstsammler und Mäzen                                                               | 59    |       |
| 7. April  | Friedrich Habermas                   | deutscher evangelischer Theologe                                                                           | 51    |       |
| 7. April  | Willy Thern                          | österreichisch-ungarischer Pianist und Musikpädagoge                                                       | 63    |       |
| 7. April  | John Frank Wilson                    | US-amerikanischer Politiker                                                                                | 64    |       |
| 8. April  | John J. Kleiner                      | US-amerikanischer Politiker                                                                                | 66    |       |
| 8. April  | Johann Sioly                         | österreichischer Volksliedsänger und Wienerliedkomponist                                                   | 68    |       |
| 10. April | Mikalojus Konstantinas Čiurlionis    | litauischer Komponist und Maler                                                                            | 35    |       |
| 10. April | Hans Gelling                         | deutscher Theaterschauspieler, -regisseur, -leiter, -intendant und Dramatiker                              | 52    |       |
| 10. April | Dietrich Gruen                       | deutschstämmiger Uhrmacher                                                                                 | 64    |       |
| 10. April | Franz Hülskamp                       | deutscher katholischer Geistlicher und Schriftsteller                                                      | 78    |       |
| 10. April | Tom L. Johnson                       | US-amerikanischer Politiker (Demokratische Partei)                                                         | 56    |       |
| 10. April | Oskar Königshöfer                    | deutscher Augenarzt                                                                                        | 59    |       |
| 10. April | Samuel Loyd                          | US-amerikanischer Schachkomponist, Spiele-Erfinder und Rätselspezialist                                    | 70    |       |
| 10. April | Wincenty Senkowski                   | polnischer katholischer Priester und Generalsuperior der Marianer                                          | 70    |       |
| 12. April | Cesare Sambucetti                    | italienischer Geistlicher, römisch-katholischer Erzbischof und Diplomat des Heiligen Stuhls                | 73    |       |
| 12. April | Gustav Wallat                        | deutscher Bildhauer                                                                                        | 28    |       |
| 12. April | Levi Warner                          | amerikanischer Politiker                                                                                   | 79    |       |
| 13. April | George Washington Glick              | US-amerikanischer Politiker                                                                                | 83    |       |
| 13. April | Carl von Häberlin                    | deutscher Maler                                                                                            | 78    |       |
| 13. April | Thomas Rupert Jones                  | britischer Paläontologe und Geologe                                                                        | 91    |       |
| 13. April | William Keith                        | schottisch-US-amerikanischer Maler der Düsseldorfer Schule                                                 | 72    |       |
| 13. April | Konrad Koch                          | deutscher Pädagoge, Erfinder des Fußballspiels in Deutschland                                              | 65    |       |
| 13. April | John McLane                          | US-amerikanischer Politiker                                                                                | 59    |       |
| 13. April | Carl Friedrich Müller                | deutscher Germanist und Autor                                                                              | 66    |       |
| 14. April | Frank W. Benson                      | US-amerikanischer Politiker                                                                                | 53    |       |
| 14. April | Eduard Hölder                        | deutscher Jurist und Professor des Römischen Rechts                                                        | 63    |       |
| 14. April | Daniel Paul Schreber                 | deutscher Jurist und Autor                                                                                 | 68    |       |
| 14. April | Henri-Elzéar Taschereau              | kanadischer Richter, Vorsitzender des Obersten Gerichtshofes                                               | 74    |       |
| 15. April | Johannes Bosscha                     | niederländischer Physiker                                                                                  | 79    |       |
| 15. April | Georg Knorr                          | deutscher Ingenieur und Unternehmer                                                                        | 51    |       |
| 15. April | Antoine Lumière                      | französischer Fotograf                                                                                     | 71    |       |
| 15. April | Wilhelmine Neruda                    | mährische Violinistin                                                                                      | 72    |       |
| 15. April | Cezaryna Wojnarowska                 | polnische Sozialistin                                                                                      | 49    |       |
| 16. April | Hermann Borgmann                     | deutscher Politiker (SPD)                                                                                  | 55    |       |
| 16. April | Maximilian von Negelein              | deutscher Verwaltungsjurist in Preußen                                                                     | 58    |       |
| 16. April | Adolf Quensen                        | deutscher Hofdekorations- und Kirchenmaler des Historismus                                                 | 60    |       |
| 16. April | Eberhard von der Recke von der Horst | deutscher Verwaltungsjurist und Politiker                                                                  | 64    |       |
| 16. April | John H. Rogers                       | US-amerikanischer Jurist und Politiker                                                                     | 65    |       |
| 16. April | Wilhelm von Scherff                  | preußischer Offizier, zuletzt General der Infanterie sowie Militärschriftsteller                           | 77    |       |
| 16. April | Constance Schwartzlin-Berberat       | Schweizer Künstlerin der Art Brut                                                                          | 66    |       |
| 16. April | Joseph Emanuel Weiser                | deutscher Maler                                                                                            | 63    |       |
| 17. April | Samuel Calvin                        | US-amerikanischer Geologe                                                                                  | 71    |       |
| 17. April | Beniamino Cavicchioni                | italienischer katholischer Geistlicher und Kardinal                                                        | 74    |       |
| 17. April | Edmund D. Montgomery                 | schottischer Philosoph, Wissenschaftler und Arzt                                                           | 76    |       |
| 19. April | Ivan Grohar                          | slowenischer Maler                                                                                         | 43    |       |
| 19. April | Anton Wiede                          | deutscher Textilfachmann, Bergingenieur, Markscheider und Unternehmer                                      | 74    |       |
| 20. April | Georg Schleusner                     | deutscher evangelischer Geistlicher                                                                        | 69    |       |
| 21. April | Gustave Gustin                       | belgischer Soldat und Kolonialadministrator                                                                | 44    |       |
| 21. April | Ernst von Meier                      | deutscher Rechtswissenschaftler                                                                            | 78    |       |
| 21. April | Konrad Weidling                      | deutscher Verleger                                                                                         | 49    |       |
| 21. April | Wilhelm Zahn                         | deutscher Pfarrer und Altertumsforscher                                                                    | 62    |       |
| 22. April | Friedrich von Meyendorff             | deutsch-baltischer Gutsbesitzer und Politiker                                                              | 71    |       |
| 23. April | Alexander Koch                       | Schweizer Architekt                                                                                        | 63    |       |
| 23. April | Andreas Schmid                       | deutscher, katholischer Geistlicher und Theologe                                                           | 71    |       |
| 24. April | Thomas Armstrong                     | englischer Historien-, Genre- und Landschaftsmaler sowie Direktor des South Kensington Museums (1881–1898) | 78    |       |
| 24. April | Franz Darpe                          | deutscher Gymnasialprofessor, Philologe und Historiker                                                     | 68    |       |
| 24. April | Hans Reidelbach                      | deutscher Hochschullehrer, Hofrat und Realschullehrer                                                      | 64    |       |
| 25. April | Eduard Lent                          | deutscher Mediziner und Kommunalpolitiker                                                                  | 79    |       |
| 25. April | Emilio Salgari                       | italienischer Schriftsteller                                                                               | 48    |       |
| 26. April | Pedro Paterno                        | philippinischer Politiker, Unabhängigkeitsaktivist und Mitglied der Katipunan                              | 54    |       |
| 26. April | Reinhard Weitzel von Mudersbach      | deutscher Fideikommissbesitzer und Politiker, MdR                                                          | 58    |       |
| 28. Juni  | Abraham Abraham                      | US-amerikanischer Geschäftsmann                                                                            | 68    |       |
| 28. April | Theodor Spaeth                       | deutscher Jurist und Politiker (NLP), MdR                                                                  | 77    |       |
| 28. April | Conrad Varrentrapp                   | deutscher Historiker und Hochschullehrer                                                                   | 66    |       |
| 29. April | Nikolai Alexandrowitsch Bugrow       | russischer Unternehmer und Mäzen                                                                           |       |       |
| 29. April | Georg                                | Fürst zu Schaumburg-Lippe                                                                                  | 64    |       |
| 29. April | Charles-Alphonse-Pantaléon Pelletier | kanadischer Politiker, Vizegouverneur von Québec                                                           | 74    |       |
| 29. April | William Scharling                    | dänischer Politiker und Nationalökonom, Folketingmitglied und Finanzminister                               | 73    |       |
| 29. April | Theodor von Weizsäcker               | württembergischer Politiker und Beamter                                                                    | 80    |       |
| 30. April | Stanisław Brzozowski                 | polnischer Philosoph                                                                                       | 32    |       |

## Mai
| Tag     | Name                               | Beruf, bekannt als | Alter | Beleg |
| ------- | ---------------------------------- | --- | ----- | ----- |
| 1. Mai  | Ottokar Schupp                     | deutscher Pfarrer und Schriftsteller | 76    |       |
| 1. Mai  | Hannah Whitall Smith               | US-amerikanische Autorin | 79    |       |
| 1. Mai  | Ioan Szabó                         | rumänischer Priester, Bischof von Gherla, Armenopoli, Szamos-Ujvár                                                                              | 74    |       |
| 1. Mai  | Richard Weitbrecht                 | Pfarrer und Autor | 60    |       |
| 2. Mai  | Melville R. Hopewell               | US-amerikanischer Politiker | 66    |       |
| 2. Mai  | Alfred von Kropatschek             | österreichischer General der Artillerie und Waffenentwickler                                                                                    | 73    |       |
| 2. Mai  | Otto Lueger                        | deutscher Ingenieur; Herausgeber des „Lexikons der gesamten Technik“                                                                            | 67    |       |
| 2. Mai  | August Leo Zaar                    | deutscher Architekt | 50    |       |
| 4. Mai  | Alfred B. Kittredge                | US-amerikanischer Politiker | 50    |       |
| 4. Mai  | E. Henry Powell                    | US-amerikanischer Anwalt und Politiker, State Auditor von Vermont                                                                               | 71    |       |
| 4. Mai  | William Alexander Wilkens          | deutscher Unternehmer und Werber |       |       |
| 4. Mai  | Adolph Woermann                    | deutscher Kaufmann, Reeder und Politiker (NLP), MdHB, MdR                                                                                       | 63    |       |
| 5. Mai  | Hermann Auleb                      | Landtagsabgeordneter | 78    |       |
| 5. Mai  | Aristide Delannoy                  | französischer Karikaturist | 36    |       |
| 5. Mai  | Gustav Haarmann                    | deutscher Politiker und Politiker (NLP), MdR, Oberbürgermeister vom Witten                                                                      | 62    |       |
| 5. Mai  | Sándor Nyíri                       | ungarischer Feldmarschallleutnant, Politiker und Landesverteidigungsminister                                                                    | 56    |       |
| 6. Mai  | John T. Bird                       | US-amerikanischer Politiker | 81    |       |
| 6. Mai  | Josef Rissaweg                     | österreichischer Politiker |       |       |
| 8. Mai  | Gustav Adolf Goldberg              | deutscher Maler | 62    |       |
| 9. Mai  | Werner Breuer                      | deutscher Gutsbesitzer und Politiker | 78    |       |
| 9. Mai  | Thomas Wentworth Higginson         | US-amerikanischer Schriftsteller und Abolitionist                                                                                               | 87    |       |
| 9. Mai  | Anton Karl Rumpf                   | deutscher Bildhauer | 73    |       |
| 9. Mai  | Rudolf Schneider                   | deutscher Militärhistoriker und Gymnasiallehrer                                                                                                 | 58    |       |
| 10. Mai | Heinrich Braun                     | deutscher Chirurg und Hochschullehrer in Königsberg und Göttingen                                                                               | 64    |       |
| 10. Mai | Heinrich Ludwig Geyer              | deutscher Apotheker | 62    |       |
| 10. Mai | La Fayette Grover                  | US-amerikanischer Politiker | 87    |       |
| 10. Mai | Fergus Patrick McEvay              | kanadischer römisch-katholischer Geistlicher und Erzbischof von Toronto                                                                         | 58    |       |
| 11. Mai | George William Howlan              | kanadischer Politiker, Vizegouverneur von Prince Edward Island                                                                                  | 75    |       |
| 12. Mai | Hermann Goethe                     | deutscher Weinbaufachmann | 74    |       |
| 12. Mai | Otto Knaudt                        | deutscher Ingenieur und Unternehmer |       |       |
| 12. Mai | Johann Rudolf Moser                | Schweizer Kaufmann und Politiker | 83    |       |
| 13. Mai | Betkaspar                          | deutscher Schneider, Gelegenheitsarbeiter und Wanderprediger im Sauerland                                                                       | 80    |       |
| 13. Mai | August de Ridder                   | belgisch-deutscher Kaufmann und Kunstsammler | 74    |       |
| 14. Mai | András L. Áchim                    | ungarischer Politiker | 40    |       |
| 14. Mai | Zeno Vinzenz von Goëss             | österreichischer Offizier und Politiker | 64    |       |
| 14. Mai | José Madriz                        | nicaraguanischer Politiker und Präsident | 43    |       |
| 14. Mai | August Tiede                       | deutscher Architekt, preußischer Baubeamter und Hochschullehrer                                                                                 | 76    |       |
| 14. Mai | Rudolf von Wittenburg              | preußischer Beamter, Landrat im Landkreis Neustadt O.S. (1872–1886) sowie Präsident der Königlich-Preußischen Ansiedlungskommission (1891–1903) | 68    |       |
| 15. Mai | Abiram Chamberlain                 | US-amerikanischer Politiker | 73    |       |
| 16. Mai | Roberto Bonola                     | italienischer Mathematikhistoriker | 36    |       |
| 16. Mai | Gheorghe Manu                      | rumänischer General, Politiker und Staatsmann                                                                                                   | 77    |       |
| 17. Mai | William Benjamin Baker             | US-amerikanischer Politiker | 70    |       |
| 17. Mai | Paul Saalfeld                      | deutscher Verwaltungsjurist | 43    |       |
| 17. Mai | Samuel Hubbard Scudder             | US-amerikanischer Entomologe und Paläontologe                                                                                                   | 74    |       |
| 17. Mai | Heinrich Stolle                    | deutscher Politiker (SPD) | 70    |       |
| 18. Mai | Gustav Mahler                      | österreichischer Komponist und Dirigent | 50    |       |
| 19. Mai | Wilhelm Zenger                     | deutscher Eiskunstläufer |       |       |
| 21. Mai | Maurice Berteaux                   | französischer Politiker | 58    |       |
| 20. Mai | Nevil Story Maskelyne              | englischer Geologe und Politiker | 87    |       |
| 21. Mai | Williamina Fleming                 | US-amerikanische Astronomin | 54    |       |
| 21. Mai | Adolf Schmidtmann                  | deutscher Mediziner | 60    |       |
| 22. Mai | Frédéric Emile Baron d’Erlanger    | deutscher Bankier und Konsul | 78    |       |
| 23. Mai | John Blades Clarke                 | US-amerikanischer Politiker | 78    |       |
| 23. Mai | John Douglas                       | englischer Architekt | 81    |       |
| 23. Mai | Carl August von der Meden          | erster Präsident des Deutschen Tennis Bundes | 69    |       |
| 23. Mai | Markus Reich                       | jüdischer Pädagoge | 67    |       |
| 24. Mai | Dezső Bánffy                       | österreich-ungarischer Politiker | 67    |       |
| 24. Mai | Ernst Julius Remak                 | deutscher Neurologe und Hochschullehrer | 61    |       |
| 25. Mai | Wassili Ossipowitsch Kljutschewski | russischer Historiker | 70    |       |
| 26. Mai | Paul Ewald                         | deutscher evangelischer Theologe und Hochschullehrer                                                                                            | 54    |       |
| 26. Mai | Rudolf Weinwurm                    | österreichischer Jurist, Musikwissenschaftler, Chorleiter und Komponist                                                                         | 76    |       |
| 27. Mai | Theodor Bertschinger               | Schweizer Ingenieur, Bauunternehmer und Gründer des Baugeschäfts Theodor Bertschinger                                                           | 66    |       |
| 29. Mai | William Schwenck Gilbert           | englischer Schriftsteller, Dramatiker und Librettist                                                                                            | 74    |       |
| 30. Mai | Milton Bradley                     | US-amerikanischer Zeichner, Lithograph, Patentanwalt, Erfinder sowie Gründer des Spieleherstellers Milton Bradley Company                       | 74    |       |
| 31. Mai | Albert Friedrich Hoppe             | deutsch-amerikanischer lutherischer Theologe und Hochschullehrer                                                                                | 82    |       |
| 31. Mai | Theodor Kirsch                     | deutscher Jurist und Politiker (Zentrum), MdR                                                                                                   | 64    |       |
| 31. Mai | Eugen Polte                        | deutscher Unternehmer, Rüstungsproduzent, Erfinder und Königlicher Kommerzienrat                                                                | 61    |       |
| 31. Mai | Gottlieb Friedrich von Weitbrecht  | deutscher lutherischer Theologe und Generalsuperintendent in Ulm                                                                                | 70    |       |

## Juni
| Tag      | Name                              | Beruf, bekannt als | Alter | Beleg |
| -------- | --------------------------------- | --- | ----- | ----- |
| 1. Juni  | Hermann Wever                     | deutscher Jurist, Unterstaatssekretär im preußischen Kultusministerium                                                                        | 57    |       |
| 2. Juni  | Julius Kindler von Knobloch       | anhaltischer Kammerherr und Hofmarschall, preußischer Oberstleutnant                                                                          | 69    |       |
| 2. Juni  | Franz Körner                      | Besitzer einer Kiesgrube in Rixdorf, heute Körnerpark                                                                                         | 73    |       |
| 2. Juni  | Friedrich Mampel                  | deutscher Landwirt und Mitglied des badischen Landtags                                                                                        | 71    |       |
| 3. Juni  | Alfred von Hatzfeldt              | preußischer Standesherr und Politiker | 86    |       |
| 3. Juni  | Arthur Tappan Pierson             | US-amerikanischer presbyterianischer Pastor, Missionar und Autor                                                                              | 74    |       |
| 3. Juni  | Karl Polstorff                    | deutscher Chemiker und Pharmazeut | 65    |       |
| 4. Juni  | Julius Deppe                      | deutscher Theaterschauspieler und -regisseur                                                                                                  | 59    |       |
| 4. Juni  | John McLaughlin                   | kanadischer Politiker | 62    |       |
| 4. Juni  | Fritz Theile                      | deutscher Radrennfahrer | 26    |       |
| 4. Juni  | Viktor Uhlig                      | österreichischer Geologe und Paläontologe | 54    |       |
| 5. Juni  | Josef Gänsbacher                  | österreichischer Musikpädagoge | 81    |       |
| 5. Juni  | Edric Gifford, 3. Baron Gifford   | britischer Soldat und Kolonialbeamter | 61    |       |
| 7. Juni  | Henry Abbey                       | US-amerikanischer Dichter | 68    |       |
| 7. Juni  | Herjulf Carl Georg Jørgensen      | dänischer Kaufmann und Inspektor in Grönland                                                                                                  | 54    |       |
| 7. Juni  | Friedrich Meinel                  | deutscher Spielzeugfabrikant |       |       |
| 7. Juni  | Maurice Rouvier                   | französischer Minister | 69    |       |
| 7. Juni  | Maximilien Strauch                | belgischer General und Verwaltungsfunktionär                                                                                                  | 81    |       |
| 8. Juni  | Georg Hille                       | deutscher Historiker und Archivar | 69    |       |
| 8. Juni  | John J. Jenkins                   | US-amerikanischer Politiker | 67    |       |
| 8. Juni  | Johannes Otzen                    | deutscher Architekt und Hochschullehrer | 71    |       |
| 8. Juni  | Paul Hendrik Roux                 | südafrikanischer Pastor und General der Buren                                                                                                 | 48    |       |
| 9. Juni  | Carl Beck                         | deutsch-amerikanischer Chirurg | 55    |       |
| 9. Juni  | Josef Čipera                      | tschechischer Politiker, Realschullehrer und Theaterintendant                                                                                 | 61    |       |
| 9. Juni  | Albert Cole Hopkins               | US-amerikanischer Politiker | 73    |       |
| 9. Juni  | Georg Schendel                    | deutscher Flugpionier | 25    |       |
| 9. Juni  | Bohuslav von Widmann              | österreichischer Beamter und Politiker | 75    |       |
| 10. Juni | Charles Bryson Simonton           | US-amerikanischer Politiker | 72    |       |
| 10. Juni | Adolf von Wilbrandt               | deutscher Schriftsteller, Direktor des Wiener Burgtheaters                                                                                    | 73    |       |
| 11. Juni | Richard Hildebrandt               | deutscher Marineoffizier, Forschungsreisender und Stadtverordneter von Charlottenburg                                                         | 67    |       |
| 11. Juni | Julius Friedrich Holtz            | deutscher Apotheker, Industrieller und Funktionär der Deutschen chemischen Gesellschaft und der Berufsgenossenschaft der chemischen Industrie | 74    |       |
| 11. Juni | Gerhard Hoyermann                 | deutscher Unternehmer, Mitglied des Preußischen Abgeordnetenhauses (1884–1908)                                                                | 75    |       |
| 11. Juni | Rudolf von Schreiber              | deutscher Jurist und Politiker | 62    |       |
| 11. Juni | Heinrich Stilling                 | deutscher Pathologe und Hochschullehrer | 57    |       |
| 11. Juni | Martin Tschumpert                 | Schweizer Pfarrer und Lexikograph | 80    |       |
| 12. Juni | George Washington Emery Dorsey    | US-amerikanischer Politiker | 69    |       |
| 12. Juni | Hermann Schaper                   | deutscher Maler und Innenarchitekt | 57    |       |
| 13. Juni | Felix Solmsen                     | deutscher Indogermanist | 45    |       |
| 14. Juni | Fedor Flinzer                     | deutscher Autor, Pädagoge und Illustrator | 79    |       |
| 14. Juni | Johan Svendsen                    | norwegischer Komponist | 70    |       |
| 15. Juni | Georg Kroenig                     | deutscher Mediziner und Hochschullehrer | 55    |       |
| 16. Juni | Rudolf Peppmüller                 | deutscher Klassischer Philologe, Pädagoge und Rektor in Seehausen und Stralsund                                                               | 67    |       |
| 17. Juni | Max Niemeyer                      | deutscher Verleger | 70    |       |
| 17. Juni | Othmar Zeidler                    | österreichischer Chemiker und Apotheker | 60    |       |
| 18. Juni | Christoph Hehl                    | deutscher Architekt und Hochschullehrer | 63    |       |
| 18. Juni | J. Proctor Knott                  | US-amerikanischer Politiker | 80    |       |
| 18. Juni | Franjo Kuhač                      | kroatischer Musikpädagoge, Musikhistoriker und Volksmusikkundler                                                                              | 76    |       |
| 18. Juni | George W. McBride                 | US-amerikanischer Politiker | 57    |       |
| 18. Juni | Charlotte von Veltheim            | deutsche Domina, Vereinsgründerin und Krankenhausstifterin                                                                                    | 79    |       |
| 19. Juni | André Schnetzler                  | Schweizer Politiker | 56    |       |
| 20. Juni | Richard Klebs                     | deutscher Geologe und Pharmakologe | 61    |       |
| 20. Juni | Rudolf Krzyzanowski               | österreichischer Dirigent und Komponist | 52    |       |
| 20. Juni | Ole Andreas Øverland              | norwegischer Historiker | 56    |       |
| 20. Juni | Ignacy Leonard Petelenz           | polnischer Gymnasiallehrer und Politiker | 60    |       |
| 20. Juni | Dawit Saradschischwili            | georgischer Unternehmer und Philanthrop | 62    |       |
| 21. Juni | Antonio Gomar y Gomar             | spanischer Maler | 58    |       |
| 21. Juni | Philippe Monnier                  | Schweizer Journalist und Schriftsteller | 46    |       |
| 21. Juni | Robert Radecke                    | deutscher Komponist, Dirigent und Musikpädagoge                                                                                               | 80    |       |
| 21. Juni | Karl Veltman                      | deutscher Reichsgerichtsrat | 78    |       |
| 22. Juni | Oswald Haenel                     | deutscher Architekt | 68    |       |
| 22. Juni | Bruno Oskar Klein                 | US-amerikanischer Organist, Pianist und Musikpädagoge deutscher Herkunft                                                                      | 53    |       |
| 23. Juni | Otto Gilbert                      | deutscher Bibliothekar und Altertumswissenschaftler                                                                                           | 71    |       |
| 23. Juni | Heinrich Ferdinand Hofmann        | deutscher Maler und Illustrator | 87    |       |
| 23. Juni | Ludwig Trummer                    | evangelisch-lutherischer Geistlicher | 78    |       |
| 24. Juni | Therese Focking                   | deutsche Fröbelpädagogin und Kinderbuchautorin                                                                                                | 83    |       |
| 25. Juni | Johannes Huygens                  | niederländischer Genre-, Landschafts- und Marinemaler                                                                                         | 78    |       |
| 26. Juni | Vilhelm Bergsøe                   | dänischer Novellist und Naturforscher | 76    |       |
| 26. Juni | Johann Peter Hillen               | deutscher Theologe | 79    |       |
| 26. Juni | Marie Kurz                        | deutsche Adlige, Revolutionärin 1848/49 | 84    |       |
| 26. Juni | Michail Grigorjewitsch Kutscherow | russischer Chemiker | 61    |       |
| 27. Juni | Eduard Kaiser                     | deutscher Montanindustrieller | 56    |       |
| 27. Juni | Karl Kollbach                     | deutscher Reiseschriftsteller |       |       |
| 30. Juni | Elisabeth Dreyschock              | deutsche Sängerin und Gesangslehrerin | 77    |       |
| 30. Juni | Ludwig Keller                     | deutscher Jurist und Politiker | 71    |       |
| 30. Juni | Denis T. O’Connor                 | kanadischer römisch-katholischer Geistlicher und Erzbischof von Toronto                                                                       | 70    |       |